# فرودگاه سیلور اسپرینگس
فرودگاه سیلور اسپرینگس (به انگلیسی: Silver Springs Airport) یک فرودگاه همگانی بهره‌برداری هوایی است که یک باند فرود آسفالت دارد و طول باند آن ۱۸۲۸ متر است. این فرودگاه در کشور ایالات متحده آمریکا قرار دارد و در ارتفاع ۱۳۰۱ متری از سطح دریا واقع شده است.